# Цзан Ди
я даже почувствовал: когда мы умрём,
 выбросить прах в океан — пожалуй, изрядная роскошь
Цзан Ди (кит. 臧棣, пиньинь Zang Di; настоящее имя Цзан Ли (кит. 臧力); 1964, Пекин) — китайский поэт, литературный критик, переводчик. Один из ведущих современных китайских поэтов и критиков. Признавался в КНР поэтом года (2008), неоднократно включался в топ-10 по различным номинациям в области поэзии и критики
Получил множество наград, в том числе, премию «Десять лучших выдающихся молодых поэтов современного Китая» (2005 г.), премию «Десять лучших восходящих критиков поэзии» Китая (2007 г.), приз биеннале Китайская Поэзия «Десять лучших поэтов» (2008 г.) и «Поэт года» (2008 г.). Цзан опубликовал множество сборников стихов, в том числе «Вселенная плоская» (2008 г.) и «Безымянное озеро» (2010 г.), отредактировал несколько крупных антологий современной китайской поэзии, а также сборник китайских переводов поэзии Рильке.

## Биография
Цзан Ди родился в 1964 году в Пекине. Окончил Пекинский университет с учёной степенью по литературе (1997) и начал работать там в качестве профессора. Также работал приглашённым профессором в США и Японии и является научным сотрудником Исследовательского центра новой поэзии Пекинского университета. Поэт, литературный критик, редактор журнала «Критика новой поэзии», изданий «Современное поэтическое обозрение» и «Китайское поэтическое обозрение».

## Общая характеристика поэзии Цзан Ди
Стихотворения Цзан Ди известны своими трудными для понимания смыслами и сложными образами. Его видение и поэтическая мысль очень широки. Как современник Хай Цзы, Цзан Ди не только наблюдал растущие группы китайских поэтов «третьего поколения» (кит. 第三代诗人 — китайские поэты, публикующиеся с 1980-х годов), взлеты и падения «туманной поэзии» (кит. 朦胧诗人 — направление китайской поэзии, сформировавшееся в 1970-х годах), но в большей степени сыграл важную роль в становлении поэзии третьего поколения.
Также он был свидетелем смерти таких поэтов, как Хай Цзы, Ло Ихэ (骆一禾1961-1989 гг.) и Гу Чэна. Смерть этих поэтов — большая потеря для китайского поэтического сообщества, поэтому стихи Цзан Ди в некоторой степени смутно описывают «тень» эпохи, что также может быть причиной частого употребления слова «призрак» (кит. 鬼) в его стихах. Критики наделяют Цзана различными ярлыками, пытаясь отнести его творчество к тому или иному направлению: «академический поэт», «поэт озера Вэймин», «поэт-пионер», «Эйнштейн поэзии» и др.
Цзанг Ди — наблюдатель с большим воображением. В своём творчестве поэт является человеком, который размышляет, например, об изменении взглядов людей на жизнь и смерть; о неспособности некоторых людей на долгосрочные отношения; о вопросах бытия. Но он делает это не сидя в «башне из слоновой кости», он находится прямо посреди мира, предоставляя свои наблюдения и задавая вопросы в юмористической и чувственной манере. Большие проблемы сопоставляются с элементами повседневной жизни. Если он сравнивает слова с горошком, вы видите, как зелёные горошины катятся по сковороде; в одной подборке ему удается блестяще воплотить в жизнь каждую деталь кленового сиропа, грибов, маслин и муравьёв. Стихотворение «Введение в изучение снежного покрова» передаёт ощущение мороза и холодность сугроба.

## Паньфэнские дебаты
Цзан Ди принимал активное участие в «Паньфэнских дебатах», название которых дано по месту проведения — в отеле «Паньфэн». В нём проходила поэтическая конференция в Пекине (1999), посвящённая состоянию китайского поэтического творчества и построению теоретической базы стихосложения. Начавшаяся полемика между «народниками» и «интеллектуалами», важным представителем которых был Дань Ди, расколола мир китайской поэзии 1990-х годов на два противоборствующих лагеря. Предметом дискуссии стал язык, на котором поэзия должна обращаться к читателю, и если народники предпочитали использовать разговорный диалектный и даже сленговый язык, то интеллектуалы выбирали более сложный вариант с устаревшими выражениями, непривычными коннотациями и метафорами, стремясь отделить поэзию от повседневности. Открытая критика знаменитого поэта Бэй Дао послужила толчком к становлению Цзан Ди как литературного критика и выдающегося китайского поэта.

## Писательская деятельность Цзан Ди в 80-е годы
В то время поэзия благодаря своей энергичности и музыкальности обладала преимуществом над прозой. Как вспоминает Цзан Ди: "В 1980-х годах поэзия перестала быть чисто литературной формой. В то время любое событие в культурной жизни обсуждалось только в том случае, если оно было отражено в поэзии. Будь то общественные проблемы, или же, личные переживания, — всё это отражалось в поэзии.
Поэтическим бум в китайском обществе сильно повлиял на студентов в кампусе. Как описать поэзию того времени? Известный поэт Си Чуань вспоминает это время так: «В те годы не надо было следовать за кем-то, необходимо лишь следовать за самим собой, однако на всех действовала одна и та же атмосфера». Цзан Ди вспоминает, что написание стихов было связано с отсутствием других развлечений: «В то время у молодежи просто не находилось другого способа выплескивать свою энергию, кроме игры в футбол. Выбор естественным образом пал на поэзию». Осенняя поэтическая конференция 1983 года открыла Цзан Ди дверь в мир искусства. Сначала он увлекался художественной литературой и драматургией. Цзан читал чужие стихи, не думая, что сам когда-нибудь сможет стать поэтом, но увлекательное творчество его сверстников зажгло огонь поэзии в сердце Цзан Ди. Его творческий путь начался с набора в ЛОЧМ (Литературное общество 4 мая). «За один месяц я написал 4-5 стихотворений, отредактировал и передал их ЛОЧМ», — вспоминает Цзан Ди.
Его стихотворения добились неожиданного успеха. В том году в ЛОЧМ вступили всего лишь двое, и Цзан Ди стал одним из членов общества, он лишь «прощупывал почву», следуя за своими коллегами из ЛОЧМ. Его непринужденные лаконичные стихотворения постепенно стали занимать большую часть досуга. «Вам нужно приличное количество времени, чтобы писать и читать романы, но стихотворения привлекают ваше внимание сразу же», — говорит поэт.

## Первые шаги в поэзии и поэты, повлиявшие на Цзан Ди
В своем творчестве Цзан Ди опирался не только на знания и опыт старших членов ЛОЧМ, но и черпал вдохновение, читая зарубежную литературу. На него оказали большое внимание такие поэты и писатели, как Артюр Рембо , Шарль Бодлер , Томас Элиот, Райнер Мария Рильке, Уистен Хью Оден, Поль Валери, Фернандо Пессоа, Константинос Кавафис , Сен-Жон Перс, Иосиф Бродский , Уоллес Стивенс , Шеймас Хини, Уильям Батлер Йейтс, Фридрих Ницше и др.
В 80-е годы произведения европейских и американских модернистов были похожи на запретный плод, но они очень привлекали Цзан Ди. Сам поэт думает, что именно «Исповедь» Жан-Жака Руссо повлияла на его выбор стать поэтом. Но тогда Цзан Ди еще не знал, какой он писатель: поэт, драматург или новеллист. Поступив в университет, Цзан Ди осознал, что треть его группы увлекается поэзией. Там он познакомился с творчеством Ай Цина , Дай Ваншу и Уолта Уитмена (1819—1892). Цзан Ди всерьез задумался стать поэтом в 90-е годы, когда он с одногруппником Цин Пином решил издавать журнал «Открытие» (《发现》1990).
Начало творчества Цзан Ди совпало с выходом представителей «туманной поэзии» из подполья. Его любимый представитель «туманной поэзии» — поэт Гу Чэн, который одним из первых возродил тему природы, отбросив социальную и политическую тематики. Также он увлекался творчеством Бэй Дао , Мэн Кэ（1950, 1950）и Ян Ляня（杨炼, 1955. Если говорить о роли «туманной поэзии» в творчестве Цзан Ди, многие стихотворения представителей этой группы заставляли его соревноваться с ними. Однако поэт отрицает, что «туманная поэзия» оказала на его творчество серьезное влияние.
После 1990-х годов из-за необходимости заниматься поэтической критикой он систематически читал множество произведений «туманной поэзии». Как утверждает Цзан Ди: «Место, которое заняла в истории „туманная поэзия“, нельзя игнорировать. Это не только самое важное литературное явление с 1970-х до начала 1980-х годов, но и чрезвычайно важное идеологическое событие того же периода». Каким был идеал поэзии для Цзан Ди в то время? В студенческие годы питал большую страсть к французской литературе. Особо ему нравились поэты-символисты Шарль Бодлер и Поль Валери. Как утверждает поэт, не стихи «туманных поэтов», а произведения французских символистов сделал его «безнадежным мистиком». Цзан Ди был очарован теорией «Чистой поэзии», отстаиваемой Полем Валери («Чистая поэзия» — это название ряда неких концепций, которые утверждают самоценность художественного творчества, его независимость от политики и общества). Эстетические способности в литературе основывались на подтверждении теории «чистой поэзии» Валери. Язык поэзии, как сказал Стефан Малларме, должен быть «чистым языком племени», что также глубоко тронуло Цзан Ди. Он защищал «новую чистую поэзию», которая испытывала отвращение к «поэзии третьего поколения», появившейся в то время в Китае.
Под влиянием эстетики символизма, Цзан отдавал предпочтение не реальным образам, а абстрактным концепциям. Однако вскоре он понял: «Поэзия — это высшая реальность, которая диаметрально противоположна мирскому пейзажу». В то время Цзан Ди особенно ценил абстракцию языка.
В 90-х годах в его творчестве многое меняется. С момента начала работы над стихотворениями (1983 г.), подписи Цзан Ди в различных официальных и неофициальных журналах претерпели изменение от короткого псевдонима Хай Вэн (海翁) до его настоящего имени Цзан Ли (臧力), а затем появился псевдоним Цзан Ди (臧棣). В период Хай Вэн он был послушным последователем эстетики символизма: полированные речевые обороты, плавное переключение образов и символов. В его ранних работах, таких, как《瘸猫》(«Хромая кошка», Цюэмао, 1983),《变幻》(«Измечнивость», Бяньхуань, 1983),《缅怀》(«Вспоминать с любовью», Мяньхуай, 1983) чувствуется влияние Шарля Бодлера, Стефана Малларме и Поля Вернера (1844—1896), а также некоторых современных китайских поэтов.

## 90-е и переосмысление поэзии: от символизма к собственному опыту
В 80-х Цзан Ди считал, что стихотворение должно быть:
1. законченным в структурном плане;
2. красивым в языковом плане;
3. сложным в интеллектуальном плане.

Он придерживается этих правил и сейчас, но не возводит их в абсолют. В 1980-х для поэта эти стандарты были связаны с сущностью литературы, но теперь он предпочитает трактовать их как продукт особого стиля сознания. Другими словами, они теперь означают только теорию его собственного поэтического стиля, а не настоящую, которой должен придерживаться каждый поэт. В 1980-х годах он считал абстракцию языка высшей целью поэзии, но теперь у него больше нет таких амбиций. В 1990-х годах, когда его опыт возрос, понимание красоты Цзана стало достаточно гибким. До 25 лет Цзан Ди в основном писал стихи, опираясь на свой талант, воображение и горячую любовь к литературе. Но вскоре он почувствовал, что с внезапным появлением определенного жизненного опыта продолжать идти по такому пути стало сложно. После 25 лет он решил писать, используя свой опыт. Цзан долго колебался, пытаясь разделить границы опыта и воображения. Тогда появилась новая проблема : как использовать язык для запечатления своего опыта? Он знал лишь, как использовать язык, чтобы запечатлеть и передать свое воображение. Когда Цзан Ди начал свой творческих путь в 80-х годах, он был очарован концепцией образов в произведениях Жана Расина (1639—1699) и Томаса Элиота (1888—1965). Как вспоминает Цзан Ди, в то время он думал, что поэзия — это инструмент по созданию образов с помощью языка. Чувства и опыт обязательно должны соответствовать определенному образу или же воображение должно соответствовать иллюзии. Тогда Цзан понял, что больше всего ему нравится работать с визуальной поэзией..

## Поэт-преподаватель
Цзан Ди поступил в университет и, отучившись там 10 лет, вернулся в альма-матер уже в качестве преподавателя. В своих интервью Цзан Ди часто говорит, что ему нравится университетская среда. Он считал так: «Для меня университет — это горный лагерь на вершине общества, а не земля обетованная, как иногда про него говорят современники».
Он никогда не преувеличивал влияние окружающей среды на свое творчество. Цзан Ди относит себя к классу писателей, на которых и вовсе не может повлиять ни окружающая среда, ни общество. Некоторые утверждают, что университет — закрытое общество, где сложно уследить за жизнью вне его стен. Университеты даже сравнивают с башней из слоновой кости. Но Цзан Ди придерживается обратного мнения. «Я никогда не беспокоюсь о том, чтобы быть вне жизни. У меня нет подобного чувства кризиса. Письмо является проявлением человеческих способностей, оно не ориентировано преимущественно на жизнь», — говорит поэт. Многие критики ошибочно причисляют Цзан Ди к представителю «академической» поэзии, но он всегда повторяет, что в его творчестве нет никакого академизма. «Тот факт, что я являюсь профессором в университете, далеко не значит, что мои стихотворения полны академизма», — поясняет Цзан Ди.

## Поэт-критик
Некоторые люди думают, что если литературная критика функционирует в качестве отдельной дисциплины, то поэты-критики должны лучше писать стихотворения. Какую роль играет профессиональный критик, не пишущий стихи, или же пишущий, но редко? А также интересно знать, на какую шкалу ценностей опирается Цзан Ди как критик.
«По своему опыту, когда я занимаюсь поэтической критикой, я редко думаю о ее рамках и стандартах», — говорит Цзан Ди. Критика может быть академической деятельностью, чистым письмом или эстетическим процессом, полным вдохновения. В более специфических литературных ситуациях критика поэзии также может быть открытой беседой с самим собой. Среди множества взаимосвязей, которые могут возникать между поэзией и критикой, Цзан Ди склонен понимать поэтическую критику как разновидность письма, целью которого является приверженность литературной природе, которая вытекает из нее.
Цзан Ди не считает, что качественная критика должна исходить от тех, кто пишет стихи. На самом деле, многие поэтические критические замечания написаны экспертами. Это также напоминает утверждение Элиота о том, что читатель должен быть «идеальным читателем», таким, чтобы заставлять себя останавливаться на каждой детали и возможной ее трактовкой" . Другими словами, лучшая квалификация для поэтической критики — «идеальный читатель». Чтобы написать действительно проницательную поэтическую критику, вы должны относиться к этой категории читателей, но вам не нужно быть поэтом. Во многих случаях поэт не обязательно является «идеальным читателем».
Когда Цзан Ди только начинал карьеру, он, как и другие поэты 1980-х, часто подвергался критике. В 90-е Цзан Ди уже проявил себя не только в качестве поэта, но и критика. Его вдохновляли такие личности, как Рэндалл Джаррелл, Ив Бонфуа и др. Они были не только поэтами, но и выдающимися литературными критиками. Цзан Ди не любит строгую, основанную на стандартах, критику. Он привык исходить из специфики конкретного текста. Как критик он более отзывчив и терпелив к поэтам, нежели другие.

## Особенности стиля Цзан Ди и важнейшие сборники
В поэзии Цзан Ди есть ряд уникальных особенностей, делающих его произведения узнаваемыми и оригинальными. Рассматривая ряд таких сборников, как «丛书» (Цуншу, "Книжная серия) и «协会» (Сехуэй, «Ассоциация») и «入门» (Жумэнь, «Введение»), многие критики отмечали неясность формулировок и странное повествование/ Цзан Ди предпочитает писать «тематические» стихи. От серий «Озеро Вэймин» до серий «Ассоциация», «Собрание» и «Введение» он поместил некоторые, казалось бы, совершенно несвязанные стихи в общую тему, сосредоточившись на ней. Общая тема состоит в том, чтобы исследовать отношения между человеком и его духовной жизнью. Он стремится установить разговор с самим собой и считает, что даже маленькие вещи, которые кажутся незначительными, являются как раз самым реальным и ярким жизненным опытом, который и составляет нашу жизнь. «Небольшие вещи не должны быть унижены, презираемы или растоптаны в благородном имени. Величие истории основано на уважении к этим мелочам», — уверен Цзан Ди. По его мнению, в литературе важнее то, как человек справляется со своими отношениями с миром. Цзан Ди в своем длительном творческом процессе медленно осознал это и начал сосредотачиваться на красоте жизни. У него есть небольшой двор площадью менее 50 квадратных метров в Пекине. Во дворе растут абрикосовые деревья, магнолия, вишня, виноград, овощи, такие как баклажаны, люфа, тыква и т. д. Именно овощам, фруктам и цветам зачастую посвящены стихи из сборников.
С 1950-х годов в произведениях современной поэзии произошли серьёзные изменения: от возвышенного письма до описания повседневного опыта, от письменного изящного языка до байхуа, от «великого» к «малому». В связи с этим Цзан Ди заметил: «Мы все живем в современном обществе, а особенности нашей повседневности — быстрый темп развития и погоня за эффективностью». Большинство из нас привыкли к быстрому ритму жизни, а поэзии пришлось адаптироваться. Именно поэтому способ выражения мыслей с помощью разговорного языка так эффективен. В большинстве случаев поэты, выкидывая прилагательные и избегая сложных нагромождений, стремятся к такой же эффективности и скорости. В сборнике «协会» Цзан Ди впервые использует свое воображение, чтобы расширить смысл вещей. Этот сборник — первая попытка собрать стихотворения и объединить под одной общей темой. При написании данного сборника Цзан Ди не отрицает косвенное влияние современной живописи. Он вдохновлялся работами Ван Гога, Сезанна и др. Цзан Ди не привык писать длинные стихи, вместо этого он собирает в сборники короткие произведения. Поэт не отрицает, что в его сборниках нет общей структуры, а темы разбросаны и фрагментированы. В «协会» собраны наиболее запоминающиеся вещи, так или иначе связанные с его жизнью и личным опытом. Он использует гибкий и динамичный язык, стихотворения в данном сборнике пропитаны напряжением и драматичностью. Цель этого сборника — показать тайные ассоциации между вещами.
Серия под названием «入门» («Введение») придерживается последовательного повествования и раскрывает следующие моменты: стремление к языку и знаниям, поиски вдохновения. Также она отражает новые изменения в поэтическом творчестве Цзан Ди в последние годы — с постмодернистскими характеристиками и интертекстуальными исследованиями. Лирическая традиция китайской литературы, включая использование уникальной риторики Цзан Ди образуют хорошо узнаваемый стиль «интеллектуальной лирической поэмы», который способствует развитию современной китайской поэзии. Если для большинства людей сущность поэзии ближе напоминает музыку, то для Цзан Ди она больше похожа на картину, в которой в качестве красок и кисточек используется язык. Без использования лишних слов и сложного синтаксиса Цзан Ди рисует незабываемые пейзажи, потусторонние миры, проникает в суть вещей и находит тайные связи между предметами, окружающими нас.

## Сборники
- кит. «臧棣诗系»（2019）Цзан Ди, собрание стихотворений
- кит. «未名湖»（2010）"Озеро Вэймин"[7] или «Безымянное озеро»[3][8] (Озеро Вэймин расположено на территории Пекинского университета[7])
- кит. «空城计»（2009）"Блеф"[8]
- кит. «宇宙是扁的»（2008）"Вселенная — плоская"[3][8]
- кит. «沸腾协会»（2005）"Ассоциация кипения"
- кит. «新鲜的荆棘»（2002）"Свежая ежевика"[8], «Чудной кустарник»
- кит. «风吹草动»（2000）"Пустяковое происшествие"
- кит. «燕园纪事»（1998）"Хроники Яньюаня"[8] («Яньюань»[28] или «Ласточкин сад»[8] — кампус Пекинского университета)